# 䃟石灣 (北大嶼山)
石灣是香港一個海灣，位於大嶼山西北部，沙螺灣與深屈灣之間，背靠彌勒山，面向龍鼓水道。

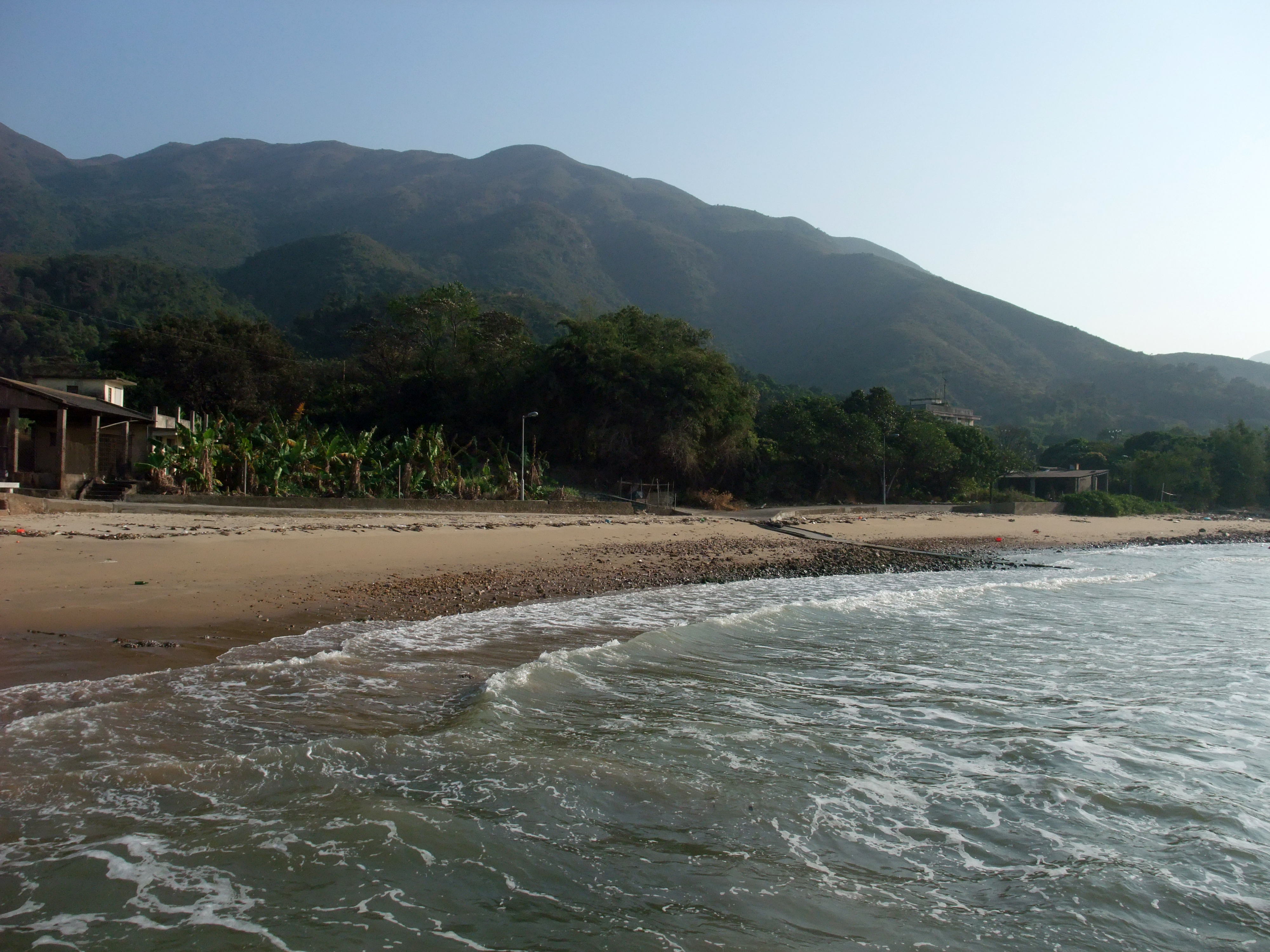
碼頭以西的䃟石灣沙灘

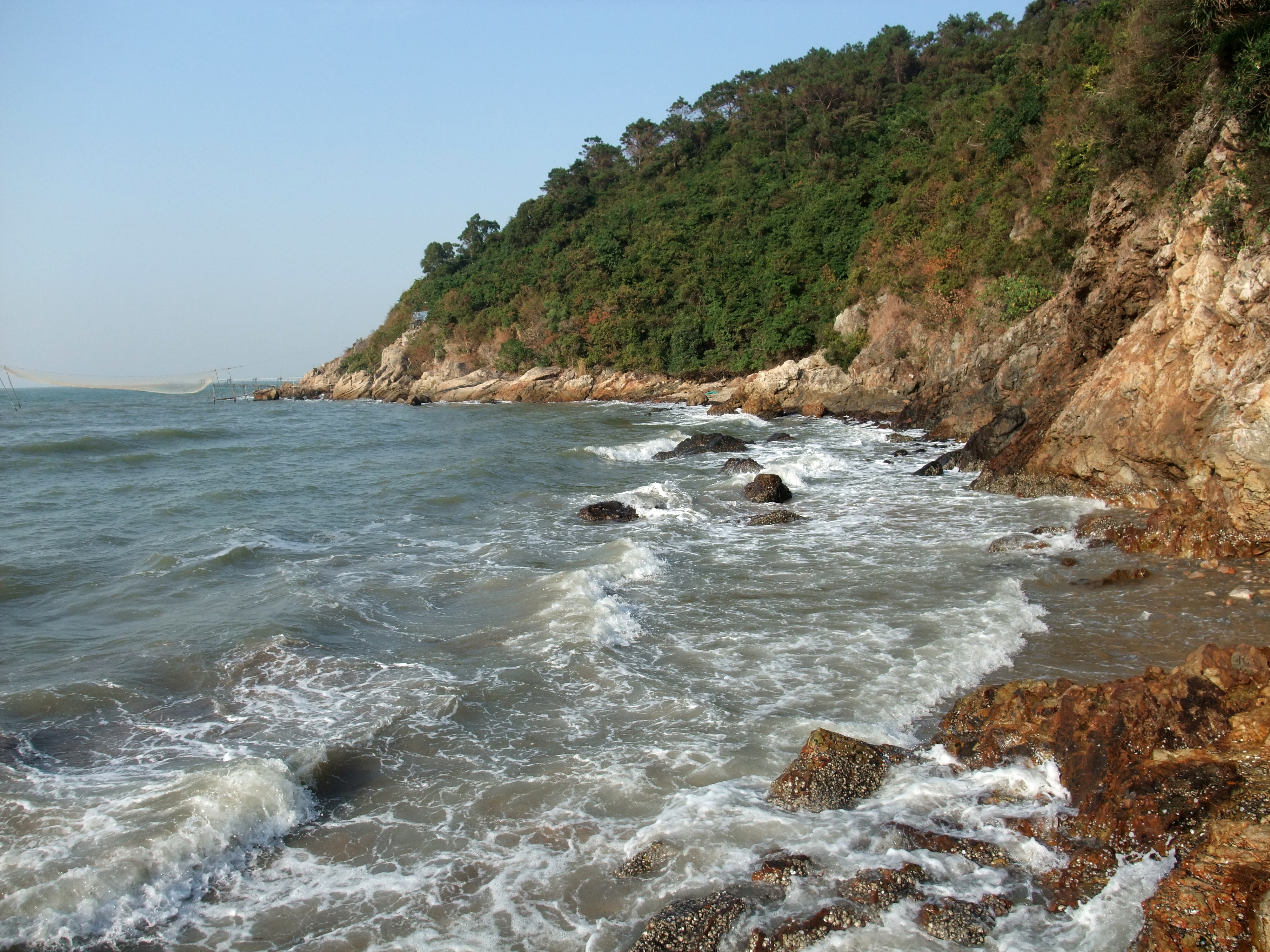
碼頭以東的䃟石灣石灘

䃟石灣的沿岸有一條筆直的海灘，有數條溪澗的出海口，東端有一涼亭和公眾碼頭。碼頭以西為夾雜小石的沙灘，以東則為石灘，有數個海蝕洞。
䃟石灣近東澳古道一帶有一同名鄉村，並有一些嘉道理農業輔助會（K.A.A.A.，嘉道理農場暨植物園的前身）的建築和廢棄豬場。從䃟石灣走向沙螺灣，便開始感受到香港國際機場所帶來的噪音。
港珠澳大橋在香港的著陸點，位於香港國際機場人工島。受到2008年環球金融危機的影響，香港經濟衰退，失業指數向上，政府及社會均希望利用十大基建創造就業，於是在䃟石灣對出海域建造了港珠澳大橋。
由於䃟石灣對出海面大興土木，並建成了港珠澳大橋通車，雖然影響較大的應是沙螺灣，因為大橋距離那較近。不過，䃟石灣受環境污染影響，海邊有大量膠樽、發泡膠、紙包飲品盒、即棄膠碗等衝到岸邊，食環署會巡視垃圾站，只清理從內地漂來的雞屍、豬屍。

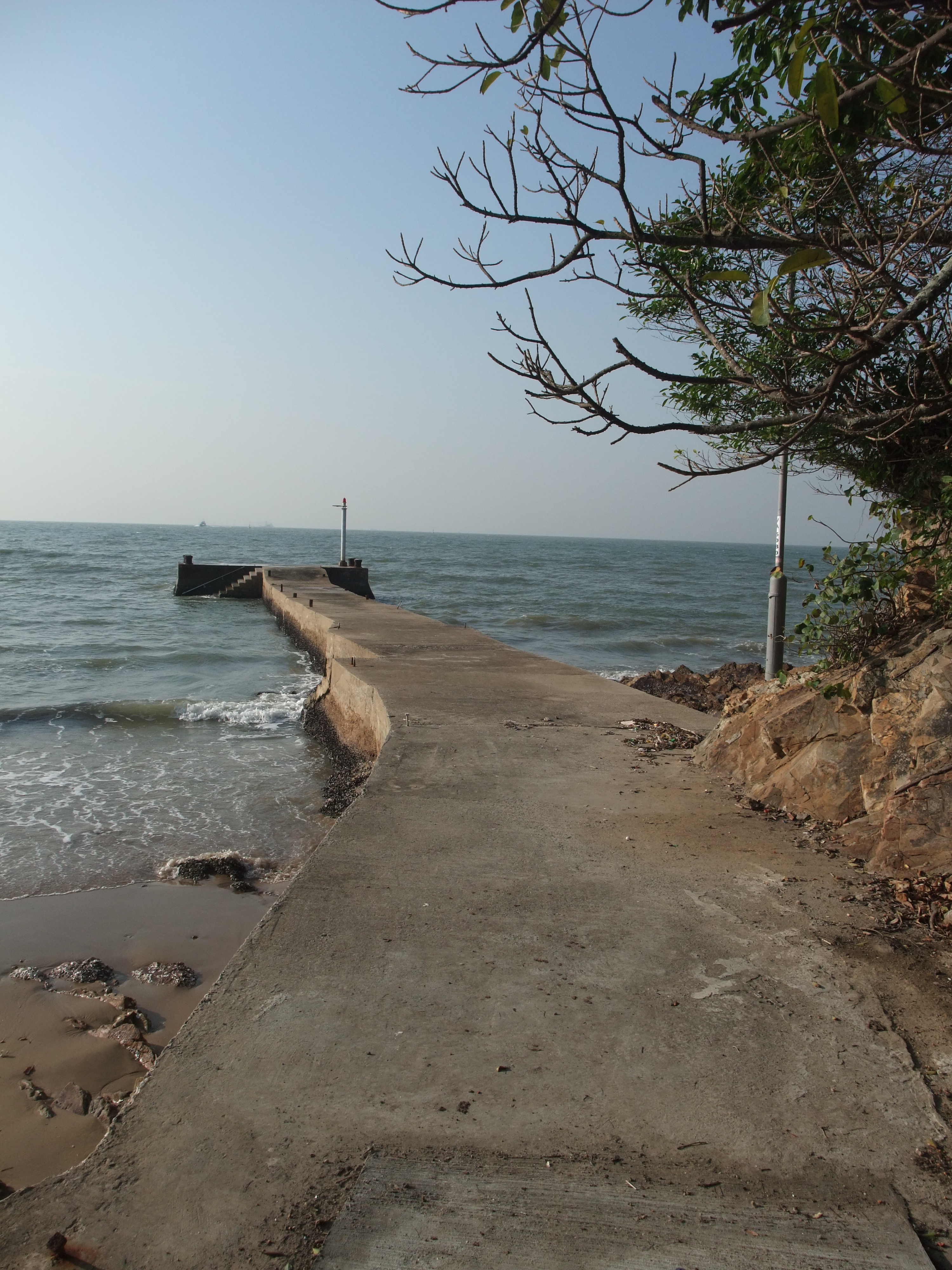
䃟石灣碼頭
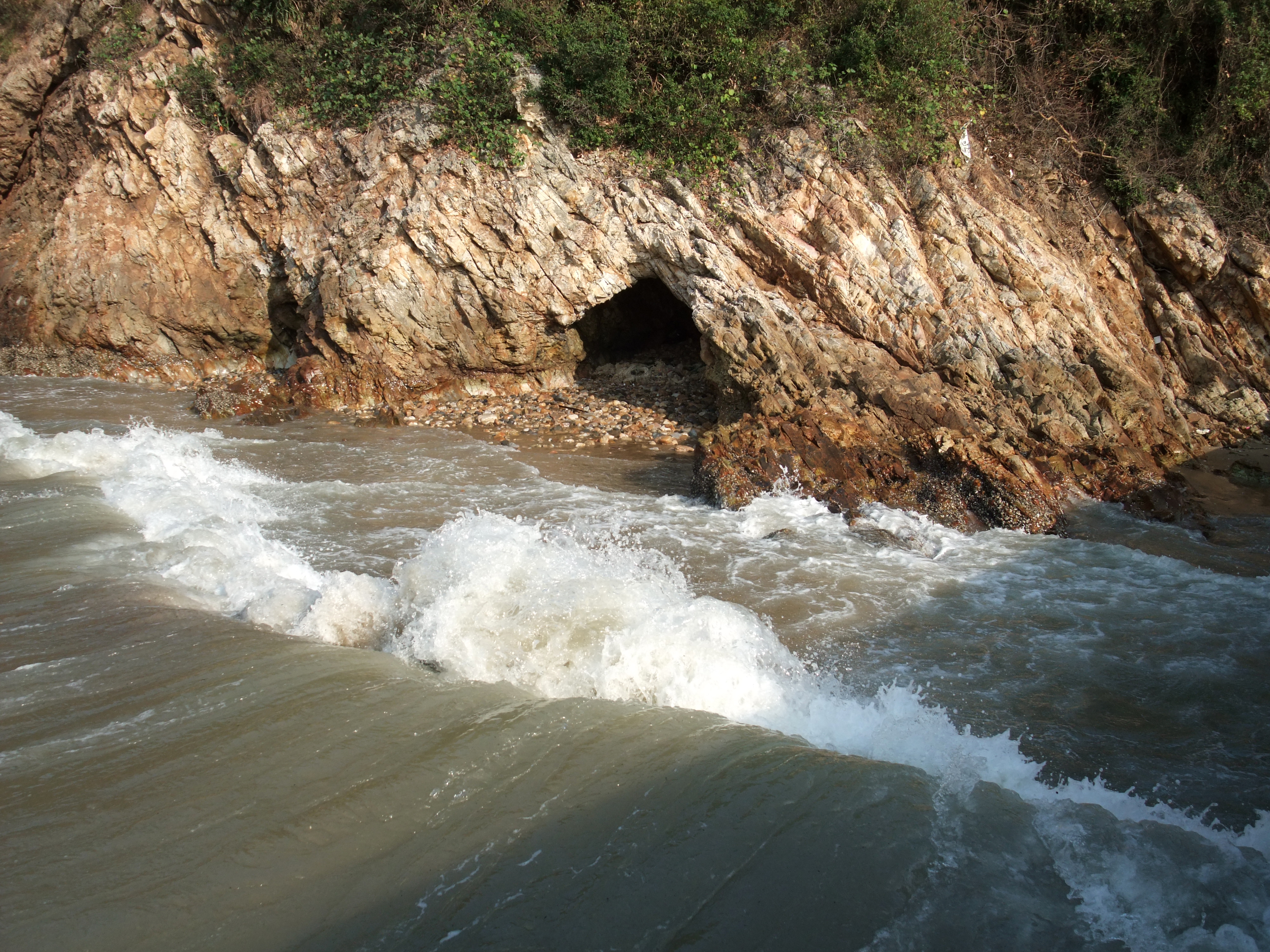
洶湧的海浪和海蝕洞
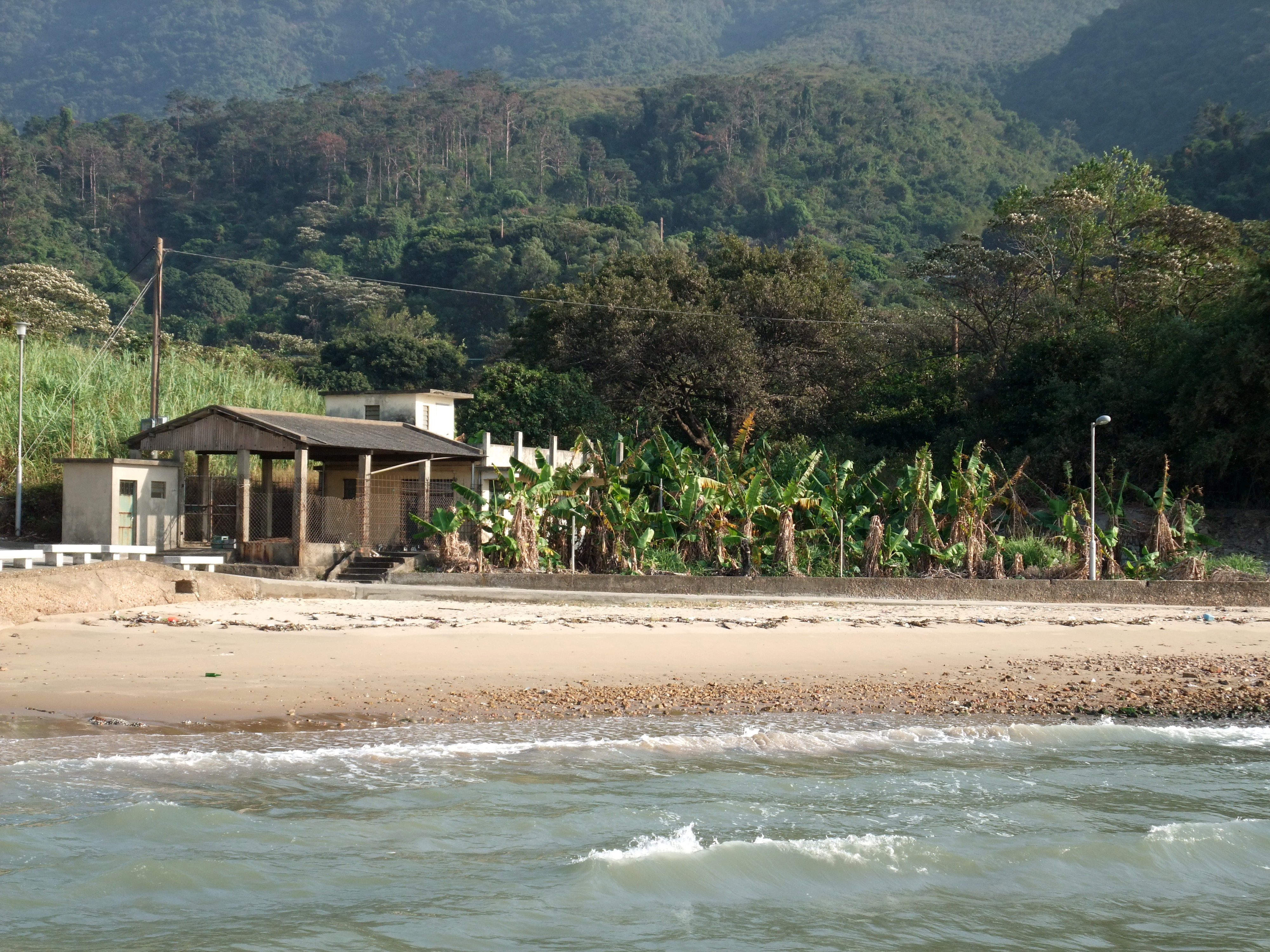
沙灘旁的村屋和農地
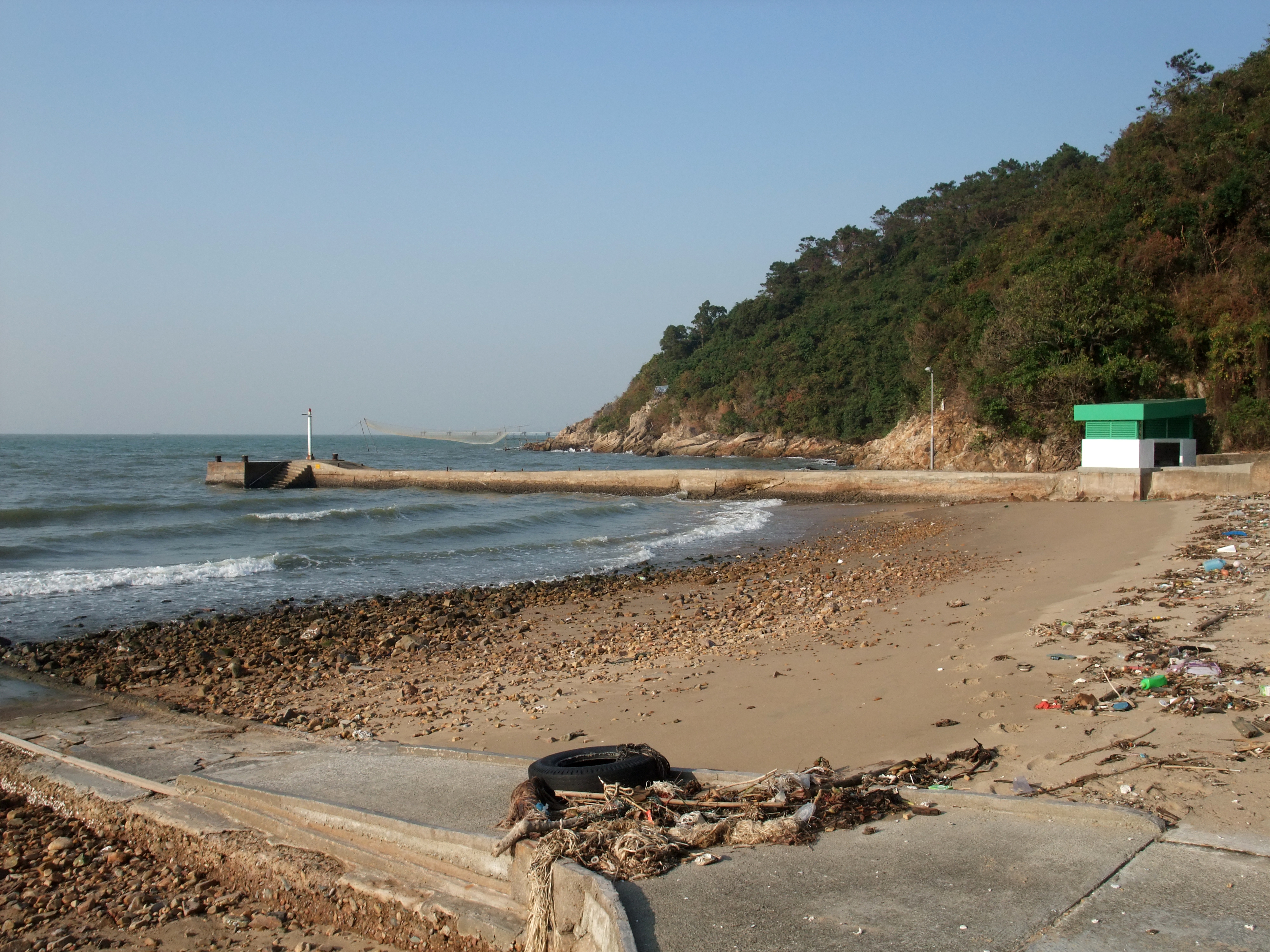
䃟石灣和䃟石灣碼頭
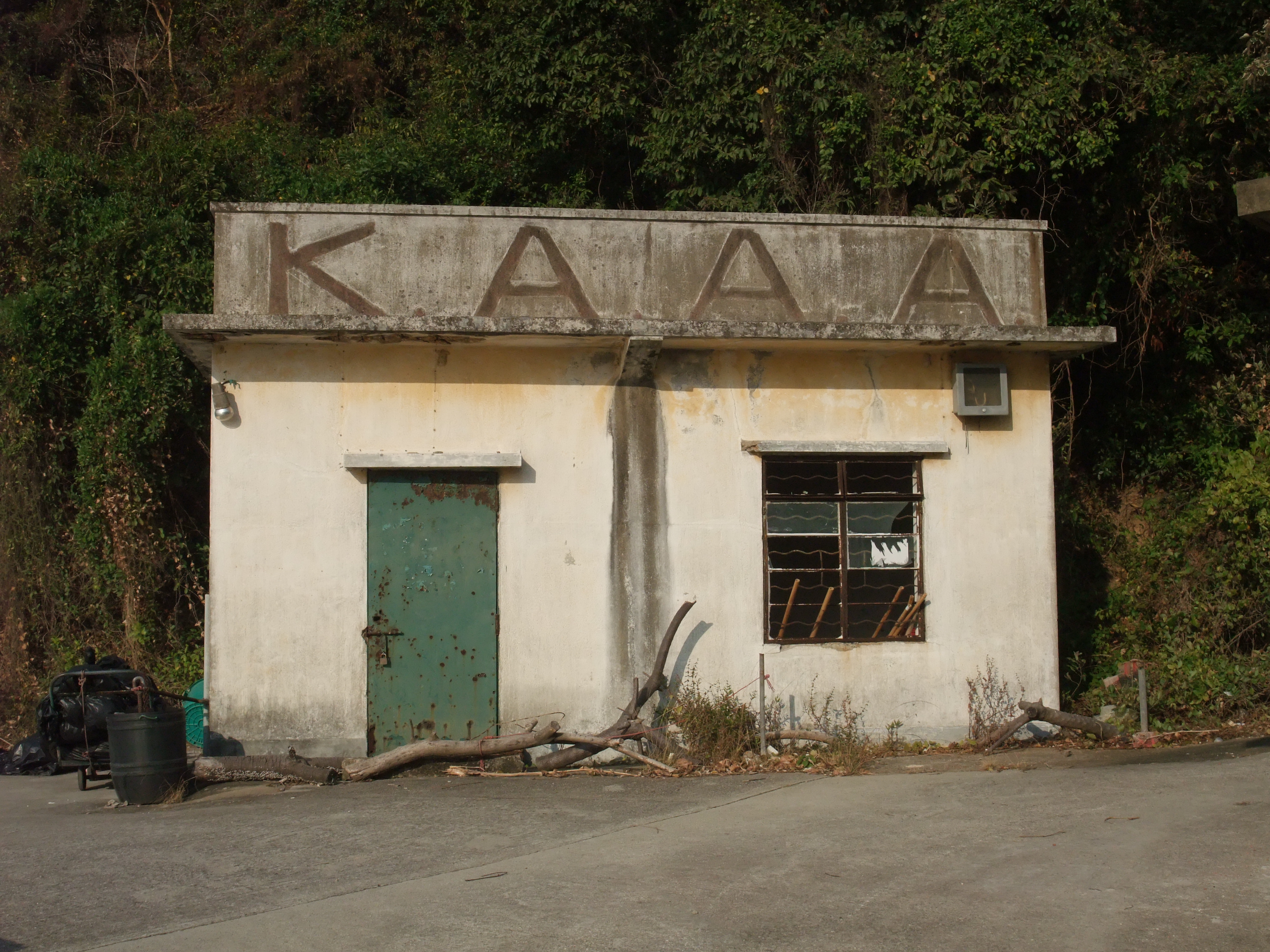
嘉道理農業輔助會的建築

## 交通
- 經東澳古道步行前住
  - 從東涌前往：約2.75小時
  - 從大澳前往：約1.75小時
- 租船前住

## 外部連結
- 散石灣 綠洲 oasistrek.com 遠足行山資訊 （页面存档备份，存于）